# Юсуф (сура)
Вижте пояснителната страница за други значения на Юсуф.
Сура Юсуф (арабски: سورة يوسف) е дванадесетата сура от Корана. Тя се състои от 111 аята и е низпослана в Мека. Текстът разказва историята на Юсуф (библейския Йосиф). Докато в другите сури темите се смянат, тази се придържа към своята централна тема, разказвайки последователна история в хронологичен ред.

## История
Историята разказва за пророка Юсуф. Той е един от синовете на Якоб, който притежава таланта да тълкува сънища. Един ден той сънува сън и го разказва на баща си, който веднага разбира, че синът му ще бъде пророк. Баща му му казва да не го споделя с братята си, за да избегне неприятности. Заради любящото държание на баща им към Юсуф, братята започват да ревнуват. Те решават да се отърват от Юсуф. Първоначалният им план е да убият брат си, но по-късно решават да го хвърлят в кладенец. Лъжат баща си, че вълк го е убил. По-късно керван спасява Юсуф от кладенеца и го продава на египтянин. Мъжът го приема като син, но жена му се опитва да съблазни Юсуф, който се съпротивява. Жената вижда съпротивата на младежа и го обвинява, че иска да ѝ навреди, настоявайки да бъде наказан или закаран в затвора.
В затвора Юсуф се среща с двама мъже и тълкува един от сънищата на затворника. След това затворникът бива освободена и Юсуф го моли да спомене за таланта му на крала. Един ден кралят сънува сън и освободеният затворник му споменава за дарбата на Юсуф. Юсуф разтълкува съня на краля и го предупреждава за седемгодишната суша в Египет. За да го награди, кралят го освобождава от затвора. Жената, която се опита да съблазни Юсуф свидетелства, че е невинен и истината се разкрива. На Юсуф е дадена власт в страната.

По време на седемгодишната суша братята на Юсуф посещават Египет, за да вземат храна за семействата си. Юсуф веднага ги разпознава, но те него не. Той им казва следващия път като идват да вземат най-малкия си брат Вениамин със себе си. Когато братята се връщат с брата, Юсуф го отвежда настрани и му разкрива кой е. Юсуф планира кражба, където най-малкия му брат е виновен за кражбаи е отнет от семейството си, така че да може да остане с него. По-късно, когато бащата и братята са изправени пред бедност те се обръщат към Юсуф, който им помага и разкрива самоличността си с молба да дойдат да живеят с него.